# Dota 2
Dota 2 è un videogioco MOBA Free to Play sviluppato da Valve Corporation utilizzando il motore grafico Source Engine. Il gioco è il sequel stand-alone della custom map di Warcraft 3 intitolata Defense of the Ancients. Annunciato il 13 ottobre 2010, il gioco è stato distribuito nel 2012 in formato digitale sulla piattaforma Valve, Steam. Il lancio del gioco, in conclusione della beta, è avvenuto il 9 luglio 2013. Nella stessa data sono state annunciate le versioni dedicate alle piattaforme macOS e Linux, distribuite il 19 luglio 2013.
A differenza dell'originale Dota, in Dota 2 la parola "Dota" non è stata scelta come acronimo di "Defence of the Ancients" a causa di problemi di copyright con la Blizzard.
Sull'universo narrativo di Dota 2 si basano i videogiochi Artifact e Dota Underlords, entrambi di Valve Corporation.

## Modalità di gioco
In Dota 2 l'obiettivo principale di ciascuna delle due squadre è quello di distruggere la fortezza avversaria. Ogni giocatore controlla un eroe e deve partecipare alla partita coordinandosi con gli altri membri della squadra. Le battaglie avvengono solitamente all'interno di una serie di sentieri che collegano le due basi, fiancheggiati da torri di difesa.
Esistono varie modalità di gioco, le quali presentano minime variazioni tra loro (a differire è soprattutto la modalità di scelta degli eroi), ma il gameplay resta in sostanza inalterato.
All'inizio della partita c'è la fase di scelta dei personaggi: il giocatore può scegliere tra 116 personaggi, detti eroi, ciascuno dotato di abilità peculiari. Non possono essere presenti due eroi uguali nella stessa partita (con poche eccezioni in modalità secondarie). La partita comincia a -1:00 minuti; durante questo minuto i giocatori possono comprare gli oggetti iniziali e posizionarsi nelle proprie corsie (Superiore, centrale e inferiore, rispettivamente a tre altezze differenti sulla mappa). A 0:00 viene generata la prima ondata di "Creeps", NPC che si dirigono verso le strutture avversarie, e si scontrano con i corrispondenti avversari sulla cosiddetta "creep lane". Ogni 30 secondi parte un'ondata di nuovi creeps via via sempre più forti.
Al minuto 4:00 scatta la prima notte, che dura quattro minuti. La notte e il giorno si alternano regolarmente ogni quattro minuti.L'obiettivo dei 10 eroi durante la partita è quello di raccogliere monete infliggendo il colpo di grazia ai creeps avversari o quelli neutrali nella giungla e agli eroi avversari, per abbattere le torri che proteggono la base avversaria ed infine distruggere quest'ultima..

## Eventi
Dota 2 presenta diversi eventi che durano da pochi giorni a circa un mese, e si attivano in determinati periodi dell'anno.
Si dividono in Eventi Annuali che cominciano ogni anno e in Eventi Passati, terminati e impossibili da rigiocare.

### Eventi Annuali

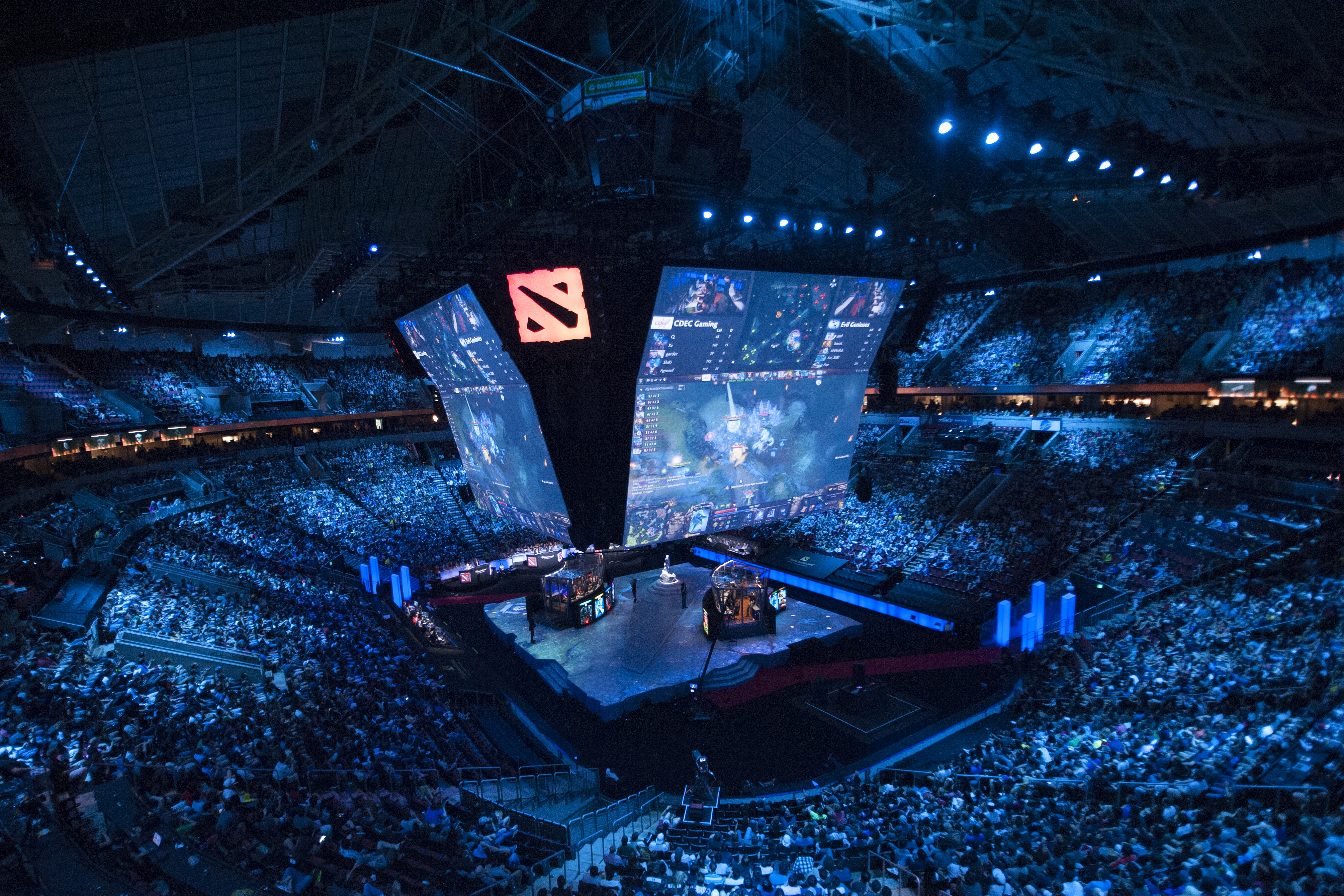
The International 2015 al KeyArena.

- Frostivus: Il cosiddetto "Evento Fantasma"; annunciato per la prima volta alla fine del 2012 come evento speciale di Natale, non è mai stato distribuito, venendo ogni volta rovinato da qualcuno dei personaggi, primari o secondari. Secondo le poche informazioni riguardo a questo evento, in una mappa innevata i cinque giocatori Radiant ed i cinque giocatori Dire cercheranno di inviarsi più regali possibili fra loro; il resto è ignoto.
- DireTide: L'evento di Halloween. Questa modalità è divisa in tre fasi: nella prima, il gioco è un classico "ruba la bandiera", dove i due team, in due zone opposte della mappa, avranno una zucca piena di dolciumi. Lo scopo del gioco è andare nella zucca nemica, rubare dei dolciumi e portarli nella propria base. Durante la seconda parte, Roshan, il Drago, uscirà dalla sua caverna e comincerà a chiedere dolcetti ai giocatori; dargliene uno ne aumenta gli HP, la Resistenza e l'Attacco. Chi non da dolci a Roshan viene istantaneamente ucciso; vince la squadra che è morta il minor numero di volte. Durante la terza parte, i due team si uniscono per combattere Roshan, che però è estremamente più potente del normale. La mancanza di questo evento nel'inverno 2013 è stata causa di molte lamentele da parte dell'utenza, la Valve si è sentita obbligata ad aggiungerlo dopo che le lamentele si erano diffuse su numerosi campi.
- The International: Si tratta del più grande torneo di Dota 2; prima, dopo e durante quest'ultimo, comprando un oggetto nel negozio (Il "Compendium", un misterioso libro viola contenente numerose informazioni sulla storia e la biografia dei migliori giocatori) si ricevono numerosissimi vantaggi, quali la possibilità di ricevere oggetti inestimabili, un aumento degli EXP ricevuti alla fine di ogni partita e un paio di mini-missioni per aumentare la propria fama all'interno della Community, nonché la possibilità di fare da spettatore alle partite in diretta.

### Eventi Passati
- Greeviling: Il primo evento che ha rimpiazzato il Frostivus nel 2012. In questo evento non si gioca nei panni di un eroe, bensì in quelli di un Greevil, una piccola razza di drago, abile nel copiare le abilità dei nemici, nel cambiare forma e nel fare scherzi. Lo scopo non era altro che un semplice Deathmatch. Secondo lo stesso gioco, sono stati gli stessi Greevil a rovinare il Frostivus 2012.
- Wraith-Night: Il secondo evento creato per rimpiazzare il Frostivus nel dicembre 2013. Ostarion, il Re Scheletro decide di abbandonare il campo di battaglia (venendo anche rimosso dalla selezione personaggi) per poter attuare un potentissimo rituale per dargli nuova forma. L'Evento consisteva in un Tower defense dove cinque eroi si alleavano per difendere Ostarion, che nel mentre era in coma mentre delle potenti magie lo potenziavano. Alla fine dell'evento Oscarion il Re Scheletro è stato rimpiazzato da Wraith King, che lo ha sostituito anche nel gioco.
- New Bloom: Evento di primavera 2014, attuato soprattutto per festeggiare l'uscita di Dota 2 in Cina. In questo evento appariva la missione "La bestia che torna", dove una misteriosa bestia fatta di Giada, in una piccola mappa, combatteva contro cinque giocatori; lo scopo era di resistere il più possibile. Durante l'evento è stato distribuito un nuovo tipo di valuta (da aprile 2014 in disuso) con cui si potevano acquistare set estetici per abbellire gli eroi.